# Крот (разведка)

Штирлиц — яркий пример «крота», советский разведчик, работающий в РСХА и передающий информацию СССР

«Крот» — агент, глубоко инкорпорированный в структуру противоположенных сил, как правило, поставляющий особо важную, засекреченную информацию. Иногда «крот» вербуется ещё до того, как получает доступ к закрытой информации, иногда даже до того, как начинает работать в той сфере, которая интересует вербующую (засылающую) сторону. Часто «кротов» вербуют «на вырост», с прицелом, что рано или поздно «крот» достигнет высокой должности в организации враждебной стороны и станет поставлять полезную информацию.

## История возникновения
Термин «крот» в широкий оборот ввёл и популяризовал писатель Джон Ле Карре, использовав его, да и вообще закрутив весь сюжет вокруг «крота» в британской разведке в романе «Шпион, выйди вон!». Однако стоит подчеркнуть, что Джон Ле Карре, по собственным словам, являлся не изобретателем, а именно популяризатором самого этого определения, так как задолго до появления романа понятие «крот» уже имело хождение в среде сотрудников спецслужб. Ле Карре говорил, что «кротами» агентов глубокого внедрения первыми начали называть в КГБ, в западных спецслужбах подобных людей называли более размытым определением «дремлющий» или «спящий агент».
В своём предисловии 1991 года к переизданию романа Ле Карре пишет: 

Происхождение моего использования слова «крот» для описания давно внедрённого агента является для меня небольшой загадкой, как и для редакторов Оксфордского английского словаря, которые написали мне, спрашивая, изобрёл ли я его. Я не мог ответить уверенно. У меня было в памяти, что это был тогдашний жаргон КГБ в дни, когда я был офицером разведки. Мне даже казалось, что я видел это слово написанным в приложении к докладу Королевской комиссии по Петровым, которые переметнулись к австралийцам в Канберре где-то в пятидесятые. Но словарь не смог найти следа этого, не смог и я, так что, по прошествии времени, я думаю, что всё-таки изобрёл. Затем однажды я получил письмо от читателя, который указал мне на страницу 240 «Истории правления короля Генриха VII» Фрэнсиса Бэкона, опубликованной в 1641 году.
Далее Ле Карре приводит цитату из Бэкона, где слово «крот» используется в том же смысле, но подчёркивает, что он точно этой книги не читал.
Одними из самых знаменитых «кротов» в истории разведок были члены «Кембриджской пятёрки». Все они были представителями аристократических кругов британского общества и были завербованы ещё во время учёбы в Кембриджском университете. По мере карьерного роста они занимали всё более высокие посты в МИ-6 или дипломатических структурах и многие годы снабжали Советский Союз в высшей степени полезной и неоценимо важной разведывательной информацией.

## Примеры
- Кембриджская пятёрка
- Олег Пеньковский
- Олег Гордиевский
- Дмитрий Поляков
- Олдрич Эймс
- Стиг Веннерстрём

## В массовой культуре
- Т/ф «Адъютант его превосходительства»
- Х/ф «Шпион, выйди вон!»